# کامیل لنیر
کامیل لنیر (انگلیسی: Camille LeNoir؛ زادهٔ ۱ سپتامبر ۱۹۸۶) بازیکن بسکتبال اهل ایالات متحده آمریکا است.